# 富尔顿·若望·希恩
富尔顿·若望·希恩（1895年5月8日—1979年12月9日；又译舒恩、施恩），本名伯多禄·若望·希恩（Peter John Sheen），是美國天主教主教。他生于伊利諾伊州，為愛爾蘭裔美國人。他爲羅徹斯特教區主敎。他於2002年被冊封為「天主之僕」，2012年被册封为可敬者。
由於聖座宣佈將他延後宣福，他的宣福禮不會於2019年12月21日舉行。